# Usage anglican

La croix de Cantorbéry est le symbole de lAnglican Use Society

L'usage anglican est une forme de liturgie utilisée au sein de l'Église catholique depuis 1980 dans des paroisses américaines regroupant des fidèles issus de l'anglicanisme. Officiellement considéré comme une forme particulière du rite romain, l'usage anglican est également inspiré de la tradition anglicane et s'appuie sur un livre liturgique propre, le Book of Divine Worship.

## Contexte
À la fin des années 1970, plusieurs prêtres mariés membres de l'Église épiscopalienne des États-Unis émettent le souhait d'être reçus au sein de l'Église catholique en conservant des éléments de la liturgie anglicane. La Congrégation pour la doctrine de la foi publie en 1980 une "provision pastorale" autorisant l'ordination d'hommes mariés et la formation de paroisses personnelles, rattachées au diocèse catholique, mais qui peuvent utiliser une forme de liturgie propre, l'usage anglican (Anglican Use). Il s'agit d'une entorse alors presque inédite à la règle de célibat du clergé dans l'église latine. Une telle possibilité avait été envisagée dès 1967 par le pape Paul VI dans son encyclique Sacerdotalis Caelibatus, justement pour le cas de prêtres convertis d'une autre confession chrétienne, et quelques autorisations exceptionnelles avaient également été accordées par le pape Pie XII à des luthériens convertis, peu après la Seconde Guerre mondiale.

## Fonctionnement
La provision pastorale est mise en place en 1980 pour permettre à des prêtres épiscopaliens de se convertir et d'exercer un ministère comme prêtres catholiques. Plus de cent prêtres ont demandé à en bénéficier depuis cette date.
La paroisse St. Mary the Virgin d'Arlington est le premier groupe constitué issu de l'Église épiscopalienne à entrer en bloc dans l'Église catholique en 1994.
L'application de la provision, la formation des prêtres nouvellement convertis, sont supervisées par un délégué épiscopal. Ce rôle sera successivement dévolu au cardinal Bernard Law, à l'archevêque de Newark John Myers puis à l'évêque de Fort Worth Kevin Vann.
Il y aura au total un peu plus de 100 prêtres épiscopaliens reçus dans l'Église catholique au titre de cette provision pastorale entre 1983 et 2012.

## Livre et rituels liturgiques
Le rituel de messe proposé par le Book of Divine Worship s'inspire d'éléments du rite romain, du rite de Sarum qui était le rite en usage en Angleterre avant la Réforme, mais aussi de nombreux éléments du Livre de la prière commune, notamment la General Confession et la Prayer of Humble Access.
Le livre comprend également des rituels spécifiques de baptême, mariage, et des prières pour les obsèques, et les prières du matin et du soir. Les prières sont proposées en deux versions, l'une utilise un langage traditionnel et hiératique et l'autre un Anglais plus contemporain.
Deux formes de la liturgie de la messe sont proposées. La première ne contient qu'une seule prière eucharistique (l'unique prière eucharistique dans les éditions du Missel romain avant 1970 et qui par la suite y est appelé aussi, mais moins fréquemment, la prière eucharistique I) dans une traduction du XVIe attribuée à Myles Coverdale, chanoine augustinien et évêque d'Exeter sous Édouard VI,, avec l'addition des acclamations introduites en 1970 et avec la possibilité de le remplacer par l'une quelconque des prières eucharistiques de la seconde forme. L'autre forme de la liturgie de la messe propose toutes la version anglaise utilisée dans la période 1973–2011 des quatre prières eucharistiques contenues dans l'édition 1970 du Missel romain.

## Création d'un ordinariat pour les anglicans convertis
Le 1er janvier 2012, le pape Benoît XVI établit un ordinariat destiné à recevoir, sur le territoire des États-Unis, les groupes d'anglicans convertis au catholicisme qui souhaitent maintenir « les traditions liturgiques, spirituelles et pastorales de la Communion anglicane, comme un don précieux qui nourrit la foi des membres de l’ordinariat et comme un trésor à partager ». Ce type de structure, qui est comparable à un diocèse, a été rendu possible par la publication de la constitution apostolique Anglicanorum Coetibus en 2009 et se place dans la continuation de la provision pastorale ayant permis l'usage anglican.
De fait, c'est un ancien évêque épiscopalien, passé en 2007 au catholicisme et ayant demandé à bénéficier de la provision pastorale, Jeffrey Steenson, qui est nommé à la tête de l'Ordinariat personnel de la chaire de Saint-Pierre. L'église principale, c'est-à-dire l'équivalent d'une cathédrale diocésaine, est l'église de Notre-Dame de Walsingham, à Houston, au Texas. Il s'agit d'une des paroisses ayant bénéficié de cette même provision pastorale.
Alors que l'objectif central de la provision pastorale de 1980 était de donner aux prêtres épiscopaliens mariés une possibilité de continuer à exercer un ministère en tant que prêtres catholiques dans les diocèses existants, l'ordinariat est destiné plus généralement à accueillir des groupes d'anciens épiscopaliens, laïcs et religieux dans une structure autonome, non rattachée aux diocèses catholiques ordinaires. Les trois ordinariats utilisaient d'abord le Book of Divine Worship, mais à la fin de l'an 2013, ils ont adopté un Ordo missae nouveau, en utilisant pour l'ensemble de la liturgie des ordinariats la dénomination Divine Worship, bien qu'on peut user aussi l'expression raccourci non officielle « Usage des ordinariats », mais ce n'est pas un « usage anglican».